# Cortiguera (Cabañas Raras)
Cortiguera es una localidad del municipio de Cabañas Raras, en la comarca de El Bierzo, provincia de León, comunidad autónoma de Castilla y León. Con una población de 431 habitantes en 2017.

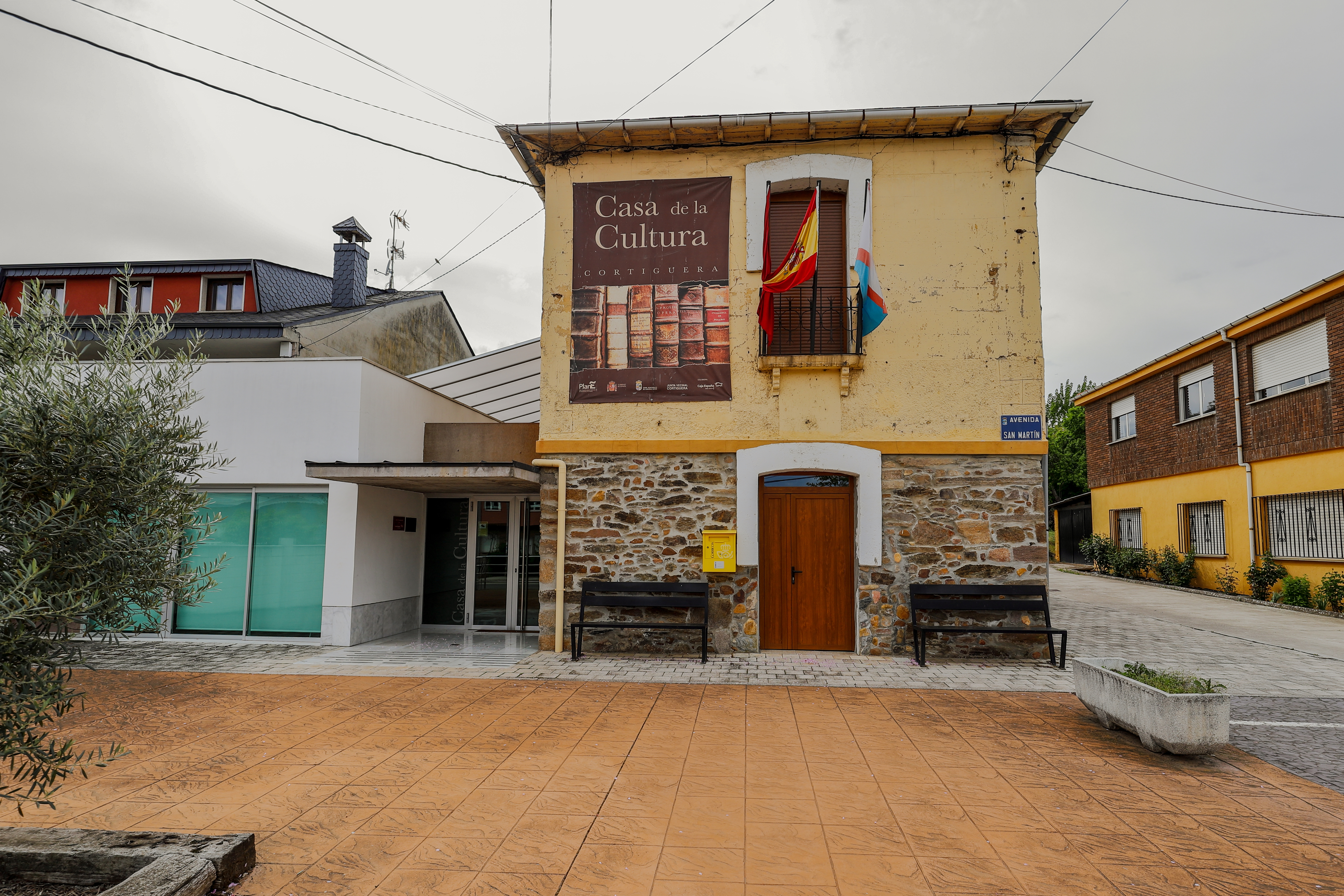
Casa de la cultura

Es una de las localidades bercianas en las que se conserva la lengua leonesa.